# Puiggari
Puiggari es un barrio del municipio de Libertador San Martín, departamento Diamante, Provincia de Entre Ríos. Se desarrolló sobre la estación Puiggari del Ferrocarril General Urquiza, y se encuentra 3 km al norte del centro de Libertador San Martín, ciudad con la cual se halla en conurbación.

El nombre proviene de la estación de ferrocarril, que homenajea al científico Miguel Puiggari; dicho nombre sustituyó al de Aldea Camarero con el cual era conocida previamente la villa. En 1950 se cambió el nombre del pueblo a Villa Libertador San Martín (más tarde abreviado a Libertador San Martín). No obstante la estación siguió denominándose Puiggari e incluso se conoce con ese nombre de forma alternativa a la localidad de Libertador San Martín.
La estación funcionó desde 1909 hasta fines de los años 1960, existiendo en el Sanatorio solamente un apeadero. El terreno de la estación fue cedido a la municipalidad y aunque el edificio existe intacto en él funciona un salón de actos culturales.
Puiggari se destaca por su universidad adventista, así como un gimnasio adventista con programas para ayudar a detener al tabaquismo y por promover un modo de vida sano basado en síntesis de Las Escrituras de la Biblia y sus correspondencias con el naturismo y correspondiente medicina naturista.